# Punta Bauzá (Argentina)
La punta Bauzá (a veces referida como punta Bauza) es un accidente geográfico costero ubicado en el Departamento Deseado de la Provincia de Santa Cruz (Argentina), más específicamente en la posición 46°41′49″S 67°09′22″O / -46.69694, -67.15611. Se ubica en la costa centro-sur del golfo San Jorge, a aproximadamente 35 kilómetros en línea recta de la ciudad de Caleta Olivia. La punta está conformada por acantilados de rocas sedimentarias de origen terciario. 
El nombre de la punta Bauzá -así como del cerro cercano- fue dado en el año 1789 en el marco de la expedición cartográfica organizada por la Corona española, a cargo de Alejandro Malaspina, en la cual le dieron el nombre en honor del oficial de la corbeta Descubierta, Felipe Bauzá y Cañas.
Existen colonias de nidificación de diversas aves, entre ellas loica o milico (Sturnella loyca). En las cercanías se encuentra un pecio ubicado en la plataforma de abrasión o restinga, correspondiente a un casco de un velero desmantelado. A su vez, en el marco de la Guerra de las Malvinas se realizó una búsqueda de un avión FMA IA-58 Pucará y su piloto el día 24 de mayo de 1982. Se realizaron patrullajes terrestres y marítimos, encontrándose el día 26 los restos sumergidos a un kilómetro de la costa.